# Tuyển trạch viên bóng đá
Tuyển trạch viên bóng đá có mặt ở các trận thi đấu của môn thể thao bóng đá đại diện cho các câu lạc bộ nhằm tuyển chọn nhân tài. Về cơ bản thì chia làm hai kiểu tuyển trạch viên là: người chiêu mộ cầu thủ và tuyển trạch viên chiến thuật.